# Provincia de Lorica
La provincia de Lorica fue una de las provincias del Estado Soberano de Bolívar (Colombia). Fue creada por medio de la ley del 26 de diciembre de 1862, a partir del territorio del departamento de Sinú. Tuvo por cabecera a la ciudad de Lorica. La provincia comprendía parte del territorio de las actuales regiones cordobesas de Alto Sinú, Bajo Sinú, Medio Sinú y Costanera.

## División territorial
En 1876 la provincia comprendía los distritos de Lorica (capital), Cereté, Chimú, Ciénaga de Oro, Momil, Montería, Purísima, San Antero, San Carlos, San Nicolás y San Pelayo.